# Freddie Veseli
Frédéric "Freddie" Veseli (Renens, el 20 de novembre de 1992) és un futbolista albanès que juga com defensa amb l'AC Lugano de la Super League suïssa.